# WCBS-TV
WCBS-TV (também conhecida como CBS 2) é uma emissora de televisão estadunidense com sede em Nova York, no estado homônimo. Opera no canal 2 (36 UHF digital), e é uma emissora própria e geradora da Columbia Broadcasting System (CBS). Pertence a CBS Television Stations, subsidiária da ViacomCBS, que também é proprietária da emissora irmã WLNY-TV. Seus estúdios estão localizados no CBS Broadcasting Center na West 57th Street em Midtown Manhattan, e a torre de transmissão está localizada no topo do One World Trade Center.

## História

### Primórdios como W2XAB (1931-1941)
A história da emissora começa na inauguração da emissora experimental W2XAB pela CBS em 21 de julho de 1931, usando o sistema mecânico de televisão que havia sido mais ou menos aperfeiçoado no final dos anos 1920. Sua primeira transmissão teve a participação de o prefeito de Nova York, Jimmy Walker, Kate Smith e George Gershwin. A emissora tinha a primeira programação regular de uma semana na televisão americana, transmitindo 28 horas por semana. Entre seus primeiros programas estavam Harriet Lee (1931), The Television Ghost (1931–1933), Helen Haynes (1931–1932) e Piano Lessons (1931–1932). Como a W2XAB estava transmitindo seu vídeo em 2750 kc e áudio separadamente na W2XE a 6120 kc na banda de ondas curtas em 1931, o sinal da emissora podia ser recebido em estados próximos além da área metropolitana de Nova York, como Boston e Baltimore. Em Allentown, Pensilvânia, a cerca de 130 km de distância, o jornal local até listou as programações diárias da W2XAB, por exemplo, assim como o Ithaca Journal no interior do estado de Nova York, 175 milhas (282 km) a noroeste.
O locutor e diretor Bill Schudt era o único funcionário pago da emissora; todos os outros funcionários eram voluntários. A W2XAB foi pioneira no desenvolvimento de programas, incluindo cenas de dramas em pequena escala, monólogos, pantomima e o uso de slides de projeção para simular cenários. O engenheiro Bill Lodge desenvolveu a primeira onda de som sincronizada para uma emissora de televisão em 1932, permitindo que a emissora transmitisse imagem e som em um único canal de ondas curtas em vez dos dois anteriormente necessários. Em 8 de novembro de 1932, a W2XAB transmitiu a primeira cobertura televisiva dos resultados das eleições presidenciais. A emissora suspendeu as operações em 20 de fevereiro de 1933, quando os padrões de transmissão de televisão monocromática estavam em constante mudança e no processo de mudança de um sistema mecânico para um sistema totalmente eletrônico. A W2XAB voltou com um sistema totalmente eletrônico em 1939, tendo um novo complexo de estúdios na Grand Central Station e um transmissor localizado no Edifício Chrysler. A emissora transmitiu a primeira transmissão em cores nos Estados Unidos em 28 de agosto de 1940.

### WCBW (1941-1946)
Em 24 de junho de 1941, a W2XAB recebeu uma autorização de licença comercial, e seu prefixo foi alterado para WCBW. A emissora foi ao ar oficialmente às 14h30 em 1 de julho, uma hora após a concorrente WNBT (canal 1, anteriormente W2XBS), tornando-se a segunda emissora de televisão totalmente comercial autorizada nos Estados Unidos. A Federal Communications Commission (FCC) emitiu licenças para a CBS e a NBC ao mesmo tempo e pretendia que a WNBT e a WCBW entrassem no ar simultaneamente em 1 de julho, de forma que nenhuma emissora pudesse reivindicar ser a "primeira". A transmissão inicial da WCBW foi o primeiro telejornal local transmitido em uma emissora comercial no país.
Os horários dos programas eram irregulares durante o início de 1941. As transmissões diárias regulares começaram em 29 de outubro, e a WCBW recebeu todas as autorizações, sua licença de operação e de autorização de programa comercial, em 10 de março de 1942. Após a guerra, a FCC realocou as frequências de televisão e as bandas de FM. A WCBW encerrou sua operação no antigo canal 2 no final de fevereiro de 1946 (a banda de 60-66 MHz foi realocada para a WPTZ de Filadélfia no canal 3) para passar para um novo canal 2 em 54-60 MHz.

### WCBS-TV (1946-atual)
O prefixo da emissora foi alterado para WCBS-TV em 1 de novembro de 1946, depois que a FCC permitiu que emissoras de televisão pertencentes a emissoras de rádio na mesma cidade usassem as mesmas letras que a emissora de rádio no prefixo com o sufixo "-TV".
Em 26 de fevereiro de 1951, a emissora se tornou a primeira emissora a transmitir uma sessão de filmes regularmente programada, The Late Show. Em 11 de agosto de 1951, a WCBS-TV transmitiu o primeiro jogo de beisebol na televisão em cores, entre o Brooklyn Dodgers e o Boston Braves, no Ebbets Field. Como todos os programas de cores da época, ele foi transmitido por meio de um sistema de cores sequencial em campo desenvolvido pela CBS. Os sinais transmitidos dessa forma não podiam ser vistos nos aparelhos em preto e branco existentes. O sistema de cores da CBS foi descartado depois que a FCC adotou o sistema sequencial de pontos totalmente eletrônico da RCA, que era totalmente compatível com o padrão de televisão monocromático existente, no final de 1953. No entanto, a CBS transmitiu poucos programas em cores, localmente ou pela rede , até meados da década de 1960, quando os aparelhos de televisão em cores se tornaram mais acessíveis ao público americano.
Em maio de 1997, a emissora adotou a marca CBS 2, juntamente com as emissoras irmãs KCBS-TV em Los Angeles e WBBM-TV em Chicago, mantendo um logotipo único e distinto.
A WCBS-TV foi a única emissora a ficar no ar em sinal aberto os ataques terroristas de 11 de setembro de 2001 que destruíram o World Trade Center. Ao contrário de seus concorrentes, a emissora há muito tempo mantinha um transmissor de backup de alta potência no Empire State Building depois de mover seu transmissor principal para a Torre Norte do então novo World Trade Center em 1975. A cobertura da emissora sobre os ataques também foi transmitido simultaneamente em nível nacional na pelo canal a cabo da Viacom (que era proprietária da CBS na época), VH1, naquele dia. Imediatamente após os ataques, a WCBS-TV foi por um breve período a única emissora de televisão aberta de cobertura total em operação na cidade de Nova York, embora a emissora tenha emprestado tempo na programação para outras emissoras que perderam seus transmissores até encontrarem backup adequado de equipamentos e locais. O transmissor de backup já havia sido colocado em operação antes, quando o atentado ao World Trade Center em 26 de fevereiro de 1993 tirou do ar a maioria das emissoras da área por uma semana.
Em 12 de dezembro de 2011, a CBS Television Stations anunciou sua intenção de comprar a WLNY-TV, licenciada para Riverhead, Nova York (canal 55), mais tarde anunciada por um preço de compra de $ 55 milhões, criando um duopólio com a WCBS-TV. A empresa anunciou que iria contratar mais apresentadores e expandir a programação de jornalismo local da WLNY-TV. A FCC aprovou a venda em 31 de janeiro de 2012, e a CBS assumiu o controle da emissora em 30 de março. A emissora suspendeu seu departamento de jornalismo no dia anterior e começou a transmitir telejornais produzidos pela WCBS-TV em 2 de julho de 2012.
Em fevereiro de 2012, a emissora ganha licença para uma retransmissora digital no canal 22 para Plainview, Nova York, que atenderia partes do leste e centro de Long Island, onde o sinal da WCBS-TV é afetado pela presença da WFSB, afiliada da CBS em Hartford, Connecticut, que também transmite no canal 33.
Em 2016, a WCBS-TV voltou a transmitir do One World Trade Center, na parte baixa de Manhattan.
Em 12 de dezembro de 2018, a WCBS-TV, em cooperação com a CBS Interactive, lançou a CBSN New York, uma versão local e parceira do serviço CBSN, podendo ser acessada em sites e aplicativos móveis e streaming.
Em 4 de dezembro de 2019, a CBS Corporation e a Viacom se fundiram novamente, e a WCBS-TV e sua emissora irmã WLNY-TV tornaram-se parte da ViacomCBS.

## Sinal digital
| PSIP | Canal digital | Resolução de vídeo | Programação                            |
| ---- | ------------- | ------------------ | -------------------------------------- |
| 2.1  | 36 UHF        | 1080i              | Programação principal da WCBS-TV / CBS |
| 2.2  | 36 UHF        | 480i               | Start TV                               |
| 2.3  | 36 UHF        | 480i               | Dabl                                   |
| 2.4  | 36 UHF        | 480i               | Fave TV                                |

Em novembro de 2011, o subcanal digital 2.2 foi lançado como um canal de notícias 24 horas, com a marca CBS New York Plus, utilizando materiais da WCBS-TV, WCBS (880 AM), WINS (1010 AM) e WFAN (660 AM e 101,9 FM). O canal foi planejado para ser implementado em outras emissoras de propriedade da CBS, mas apenas a WCBS-TV e a KYW-TV adotaram o serviço.
Em 21 de outubro de 2014, a CBS e a Weigel Broadcasting anunciaram o lançamento de uma nova rede de subcanal digital denominada Decades, com lançamento programado para todas as as emissoras de propriedade da CBS em 25 de maio de 2015, incluindo a WCBS-TV, no canal 2.2. O canal é co-propriedade da CBS e da Weigel (proprietária da afiliada da CBS, WDJT-TV, em Milwaukee), com a Weigel sendo responsável pela distribuição para emissoras não pertencentes à CBS. A rede transmitiria também programas da biblioteca da CBS Television Distribution (agora CBS Media Ventures), incluindo imagens de arquivo da CBS News. Em 3 de setembro de 2018, a Decades foi substituída no canal 2.2 pela Start TV.

### Transição para o sinal digital
Com base no decreto federal de transição das emissoras de TV estadunidenses do sinal analógico para o digital, a WCBS-TV descontinuou programação regular no sinal analógico pelo canal 2 VHF às 14h de 12 de junho de 2009. A emissora se qualificou para a cláusula nightlight no DTV Delay Act, e continuou operando no sinal analógico por um mês para fornecer anúncios de serviço público sobre a transição, começando às 15 horas em 12 de junho e desligando o sinal permanentemente durante as primeiras horas da manhã de 13 de julho de 2009. Logo após a transição, a emissora deixou o canal 56 UHF digital, que estava entre os canais UHF de banda alta (de 52 a 69) que foram removidos do uso para transmissão, e passou a operar no canal 33 UHF. Como resultado do leilão de incentivo do espectro da FCC de 2016-17, a WCBS-TV mudou seu sinal digital do canal 33 para o canal 36 em 1 de agosto de 2019.

## Programas
Além da programação nacional da CBS, a WCBS-TV também exibe os seguintes programas locais:
- CBS 2 News This Morning: Telejornal, com Chris Wragge e Mary Calvi;
- CBS 2 News This Morning at 6AM Saturday: Telejornal, com Cindy Hsu;
- CBS 2 News This Morning at 9AM Saturday: Telejornal, com Cindy Hsu;
- CBS 2 News This Morning at 6AM Sunday: Telejornal, com Cindy Hsu;
- CBS 2 News This Morning at 7AM Sunday: Telejornal, com Cindy Hsu;
- CBS 2 News at 5PM: Telejornal, com Kristine Johnson e Maurice DuBois;
- CBS 2 News at 6PM: Telejornal, com Dana Tyler;
- CBS 2 News at 11PM: Telejornal, com Kristine Johnson e Maurice DuBois;
- CBS 2 News at Noon: Telejornal, com Chris Wragge e Mary Calvi;

Outros programas compuseram a grade da emissora, e foram descontinuados:
- 2 News This Morning
- Channel 2 News
- Channel 2 News at 5
- Channel 2 News at 6
- Channel 2 News at 11
- Channel 2 News at Noon
- Channel 2 News Saturday
- Channel 2 News Sunday
- Channel 2 News This Morning
- Channel 2 News Weekend Report
- Channel 2 News: 11 O'Clock Update
- Channel 2 News: The 6'O Clock Report
- Channel 2 News: The 11'O Clock Report
- Channel 2 News: The Sunday Report
- News 2 at 4:00
- News 2 at 5:00
- News 2 at 6:00
- News 2 at 11:00
- News 2 at Noon
- News 2 This Morning
- News 2 Weekend
- Newsmakers
- New York Live
- Nightcast
- Sunday Edition
- Sports Update

### Programação esportiva
De 1956 a 1993, a WCBS-TV transmitiu a maioria dos jogos do New York Giants pela cobertura da rede da National Football League. A CBS perdeu os direitos da National Football Conference (NFC) para a Fox em 1994, resultando na transferência dos jogos do Giants para a WNYW. Atualmente, os jogos da pré-temporada do Giants são transmitidos pela WNBC (com a WWOR-TV servindo como uma emissora secundária se os Jogos Olímpicos de Verão entrarem em conflito com a programação da pré-temporada). Após uma ausência de 5 anos, a NFL voltou para a CBS e WCBS-TV em 1998 por meio de um pacote de jogos da American Football Conference (AFC). A emissora atualmente transmite jogos da pré-temporada do New York Jets e a maioria dos jogos da temporada regular, junto com jogos ocasionais do Giants, geralmente quando o time recebe um adversário da AFC no MetLife Stadium. Desde 2014, através das regras de transmissão 'cross-flex', quaisquer jogos do Giants em que joguem com outro time NFC que são movidos da Fox para a CBS. A emissora também transmitiu jogos ocasionais dos Jets quando eles jogaram em casa para um time da NFC de 1970 a 1993. Durante a temporada regular, alguns jogos dos Jets foram alternados com a WNBC (através do NBC Sunday Night Football), WNYW (através do NFL on Fox e Thursday Night Futebol), WABC-TV (por meio do Monday Night Football), WPIX (por meio do Monday Night Football, se a WABC-TV não estivesse transmitindo), e em casos raros, a WWOR-TV (por meio do Monday Night Football). A emissora exibiu a vitória dos Giants no Super Bowl XXI e a derrota no Super Bowl XXXV.
Em 1980, a WCBS-TV transmitiu o jogo 6 das finais da Stanley Cup por meio de uma edição do CBS Sports Spectacular, onde os New York Islanders venceram sua primeira de quatro Stanley Cups consecutivas.
Em 2002, a WCBS-TV adquiriu os direitos dos jogos de beisebol do New York Yankees, substituindo a WNYW, de propriedade da Fox. Os jogos, produzidos pela YES Network, permaneceram na emissora até a temporada de 2004. Os direitos foram transferidos para a então afiliada da UPN, WWOR-TV, a partir de 2005. Também transmitiu jogos do Yankee ou do Met como parte do contrato de transmissão da MLB da CBS de 1990 a 1993.

### Jornalismo
A WCBS-TV atualmente transmite 33 horas e 5 minutos de telejornais produzidos localmente por semana (5 horas e 5 minutos cada dia da semana, 3 horas e 5 minutos aos sábados e 4 horas e 35 minutos aos domingos).
A emissora coopera com a emissora irmã KYW-TV de Filadélfia na produção e transmissão de debates políticos em todo o estado de Nova Jersey. Quando as duas emissoras transmitem um debate estadual, como para governador ou o Senado dos Estados Unidos, elas reúnem recursos e têm âncoras ou repórteres de ambas as emissoras para participar do debate. Além disso, as duas emissoras cooperam na cobertura jornalística em Nova Jersey, compartilhando repórteres, caminhões e helicópteros para transmissões ao vivo.

### História
Ao se tornar WCBW em 1941, a emissora transmitia dois programas diários de notícias, às 14h30 e 19h30 de segunda a sexta, ancorados por Richard Hubbell. A maioria dos telejornais mostrava Hubbell lendo um roteiro com apenas cortes ocasionais em um mapa ou fotografia. Quando Pearl Harbor foi bombardeada em 7 de dezembro de 1941, a WCBW (que geralmente ficava fora do ar no domingo para dar aos engenheiros um dia de folga), entrou no ar às 20h45 naquele domingo e fez uma extensa cobertura especial. Os executivos da WCBW convenceram locutores de rádio e especialistas como George Fielding Elliot e Linton Wells a irem aos estúdios da Grand Central Station durante a noite e dar informações e comentários sobre o ataque. O relatório especial da WCBW naquela noite durou menos de 90 minutos. Mas essa transmissão especial ultrapassou os limites da televisão ao vivo em 1941 e abriu novas possibilidades para futuras transmissões. Como a CBS escreveu em um relatório especial para a FCC, o noticiário não programado ao vivo em 7 de dezembro "foi sem dúvida o desafio mais estimulante e marcou o maior avanço de qualquer problema isolado enfrentado até aquele momento." Telejornais adicionais foram programados para os primeiros dias da guerra. Em maio de 1942, a WCBW (como quase todas as emissoras de televisão) reduziu drasticamente sua programação ao vivo e os telejornais foram cancelados, pois a emissora suspendeu temporariamente os programas de estúdio, recorrendo exclusivamente à transmissão ocasional de filmes. Isso se deveu principalmente ao fato de que grande parte da equipe havia ingressado no serviço ou sido transferida para pesquisas técnicas relacionadas à guerra, e para prolongar a vida útil das primeiras câmeras instáveis, que na época eram impossíveis de consertar devido à falta de peças.
Em maio de 1944, quando a guerra começou a virar a favor dos aliados, a WCBW reabriu os estúdios e os telejornais voltaram, brevemente ancorados por Ned Calmer e depois por Everett Holles. Depois da guerra, novos programas de notícias apareceram na programação da emissora, inicialmente ancorada por Milo Boulton e depois por Douglas Edwards. Em 3 de maio de 1948, Douglas Edwards começou a apresentar o CBS Television News, um telejornal noturno de 15 minutos exibido para toda a rede, incluindo a WCBS-TV. Foi ao ar todas as noites da semana às 19h30. e foi o primeiro programa jornalístico de uma rede de televisão regularmente programado com um âncora. O telejornal da rede de televisão NBC na época, o NBC Television Newsreel (estreando em fevereiro de 1948) era simplesmente composto por imagens com narração de voz. Em 1950, o nome do noticiário noturno foi alterado para Douglas Edwards with the News, e no ano seguinte, tornou-se o primeiro telejornal a ser transmitido tanto na costa oeste quanto na costa leste, graças a uma conexão de cabo coaxial, o que levou Edwards a usar a saudação "Boa noite a todos, de costa a costa". O programa foi rebatizado para CBS Evening News quando Walter Cronkite substituiu Edwards em 1962. Edwards permaneceu no jornalismo da CBS com vários noticiários diurnos de televisão e de rádio até sua aposentadoria em 1 de abril de 1988.
Dos anos 50 até meados dos anos 60, os telejornais locais da WCBS-TV eram ancorados pelos correspondentes da CBS News: Robert Trout (às 19h00) e por Don Hollenbeck, e mais tarde Douglas Edwards (às 23h00). A partir de 1965, os telejornais locais na WCBS-TV e outras emissoras próprias da CBS, que antes eram produzidas pela CBS News, foi assumida pelas emissoras locais. Trout e Edwards foram sucedidos por Jim Jensen. Jensen tinha vindo para a WCBS-TV apenas um ano antes (ele era da WBZ-TV em Boston), mas já era bem conhecido por sua cobertura da campanha de Robert F. Kennedy em 1964 para o Senado dos Estados Unidos. Durante a década de 60, a WCBS-TV competiu com a WNBC-TV pelo departamento de notícias de maior audiência na cidade de Nova York. Depois que a WABC-TV (canal 7) apresentou o Eyewitness News no final dos anos 1960, a WCBS-TV passou a competir a emissora, em uma rivalidade que continuou durante os anos 70. Durante grande parte do início dos anos 80, as três grandes emissoras de Nova York se revezaram no primeiro lugar de audiência. Durante esse tempo, três dos âncoras mais antigos de Nova York, Jensen e Rolland Smith, Roger Grimsby e Bill Beutel da WABC-TV e Chuck Scarborough e Sue Simmons da WNBC-TV, enfrentaram-se cara-a-cara.
A emissora teve muitas personalidades conhecidas durante esta era: os âncoras Dave Marash, Rolland Smith, Michele Marsh e Vic Miles; os meteorologistas Dr. Frank Field e John Coleman; os repórteres Meredith Vieira, Randall Pinkston, Tony Guida, John Stossel e Arnold Díaz e o locutor esportivo Warner Wolf. Vieira, Pinkston e Guida mudaram-se posteriormente para a rede CBS. Vieira mudou-se mais tarde para a NBC, onde co-apresentou o programa matinal Today, até sair em 2011 e ser substituída por Ann Curry.
Em 1987, a WABC-TV alcançou o primeiro lugar. No início da década de 90, a WCBS-TV viu-se perdendo cada vez mais sua audiência para a WNBC. Uma das mudanças mais controversas da administração foi tirar Jensen da mesa de âncora no final de 1994 e rebaixá-lo a apresentador de um programa de relações públicas nas manhãs de domingo, o Sunday Edition. Ele também apresentou alguns episódios do programa regular Sports Update nas noites de domingo às 23h30. Na época, Jensen havia sido apresentador por mais tempo do que qualquer pessoa na história da televisão de Nova York (desde então, foi ultrapassado por Beutel, da WABC-TV, e Scarborough, da WNBC). A mudança foi duramente criticada por muitos em Nova York, especialmente porque a WCBS-TV o apoiou depois que ele foi para a reabilitação de drogas em 1988. Outra controvérsia envolveu uma conversa no ar entre Jensen e a co-apresentadora Bree Walker, cujos dedos das mãos e dos pés estão fundidos como resultado da condição de ectrodactilia. Depois que Walker fez um relatório sobre sua experiência com a doença, Jensen perguntou a Walker, no ar, se seus pais a teriam abortado se soubessem que ela teria nascido com a doença. Walker manteve a compostura no ar, mas logo deixou a emissora. O incidente ocorreu pouco antes da entrada de Jensen para a reabilitação de drogas.
A gestão da emissora sofreu mais críticas em 1995, quando Jensen foi forçado a se aposentar logo após a Westinghouse Electric Corporation anunciar que estava comprando a CBS. No final de 1995, a emissora caiu para o último lugar pela primeira vez em sua história, enquanto o WNBC subiu para o segundo lugar isolado, uma hierarquia que continuaria por onze anos. A mudança de nome dos telejornais da emissora de Channel 2 News para apenas 2 News durante aquele período também contribuiu para o último lugar em audiência no período de pesquisas de fevereiro de 1996.
Em 2 de outubro de 1996, a emissora promoveu uma demissão em massa sem precedentes ou qualquer aviso prévio, citando a necessidade de fazer mudanças em seu departamento jornalístico. Sete pessoas foram demitidas: os apresentadores John Johnson, Michele Marsh e Tony Guida; o apresentador esportivo Bernie Smilovitz (que prontamente voltou para sua emissora anterior, a WDIV, de Detroit); e os repórteres Reggie Harris, Roseanne Colletti e Magee Hickey. As demissões ocorreram após o telejornal das 18 horas. Johnson e Marsh haviam apresentado a edição das 17h e encerrado às 18 horas dizendo: "Nos vemos às 11", mas não tiveram a chance de se despedir dos telespectadores.
O "massacre", como ficou conhecido, foi parte de uma ação do então diretor de jornalismo, Bill Carey, para aumentar a audiência, embora tenha ocorrido em um momento em que a CBS estava sob pressão para aumentar as receitas, tendo acabado de se fundir com a Westinghouse. Também foi parte de uma grande atualização nos telejornais, culminando na mudança do nome dos mesmos para News 2 em maio de 1997. 2 meses antes, Warner Wolf havia retornado à emissora, tendo partido em 1992 para a WUSA-TV, afiliada da CBS em Washington. Quando o nome News 2 entrou no ar, uma mudança de formato também ocorreu, passando a ser um telejornal mais curto e com mais reportagens; isso foi reforçado por lembretes de que o News 2 tinha "mais notícias em menos tempo, sempre" durante as chamadas do programa. Depois de um ano, a emissora não conseguiu os resultados esperados na audiência, então o formato formato foi descontinuado.
Em 2000, Joel Cheatwood, criador do formato 7 News na WSVN de Miami, foi nomeado diretor de jornalismo da estação. Por sugestão dele, os noticiários foram renomeados de News 2 para CBS 2 Information Network, usando "parceiros de conteúdo", como U.S. News & World Report e VH1. Ele também deu aos telejornais um formato de revista eletrônica. Ele também reformulou as a edição das 23h com o nome de Nightcast. Nessa época, a emissora estava compartilhando o espaço do estúdio com a CBS Sports. As mudanças também não deram bom resultado, e Cheatwood saiu da emissora em 2002, sendo substituido pela veterana diretora de jornalismo de Nova York, Dianne Doctor. A emissora passou a se identificar como CBS 2 e gradualmente eliminou os elementos das revistas eletrônicas, o Information Network e o Nightcast. Em seu lugar, Doctor introduziu uma abordagem de "notícias para o povo" semelhante à da WNBC, sua emissora anterior.
Após a chegada de Doctor, a emissora passou a adotar o formato "hard news", tentando reviver alguns elementos de sucesso da emissora. Por exemplo, em 2003, Arnold Diaz voltou à emissora para reviver "Shame on You", uma série de reportagens investigativas ganhadora do Emmy. Ele havia trabalhado na emissora de 1973 a 1995, deixando-a para realizar um papel investigativo semelhante na ABC News. Em dezembro de 2005, Diaz saiu da emissora mais uma vez, desta vez para ser contratao pela WNYW. Outro segmento foi "Eat at Your Own Risk", que destacou as condições inseguras em restaurantes da área de Nova York.
Apesar dessa e de outras tentativas de melhora, a audiência não melhorou significativamente sob a supervisão de Doctor. Ela foi criticada por exibir os segmentos "Shame on You" e "Eat by Your Own Risk" antes de grandes reportagens. Ela também foi criticada quando a emissora exibiu no telejornal das 23h em 24 de maio de 2005, uma reportagem e um vídeo exclusivo do ator Burt Reynolds dando um tapa em um produtor da CBS, enquanto as concorrentes WABC-TV e WNBC lideraram com uma votação importante na Câmara dos Estados Unidos nas pesquisas sobre células-tronco.
Em 27 de maio de 2004, Doctor demitiu o popular âncora esportivo Warner Wolf, três meses antes de seu contrato expirar, sem dar a Wolf a chance de se despedir. Este incidente foi amplamente criticado por vários jornais, incluindo o New York Daily News, e a mudança irritou muitos telespectadores. Wolf foi substituído pelo muito mais jovem Chris Wragge, trazido da KPRC-TV, afiliada da NBC em Houston. Em 1º de junho de 2005, Jim Rosenfield retornou à emissora para apresentar as edições das 17h00 e 23h00 com Roz Abrams, que foi contratada pela emissora no ano anterior, após uma temporada de 18 anos na WABC-TV. Rosenfield substituiu Ernie Anastos, que se mudou para a WNYW em julho de 2005.
Em 22 de agosto de 2005, a WCBS-TV lançou seu novo radar meteorológico Doppler denominado "Live Doppler 2 Million". Ele tem um milhão de watts de potência e passa informações ao vivo, em comparação com outros dopplers do mercado, que têm um atraso de cerca de 15 minutos. A emissora mudou o nome do radar em 2006 para "Live Doppler". A WCBS-TV também usa o software de processamento de radar VIPIR. Em 14 de abril de 2006, Dianne Doctor deixou a WCBS-TV. A emissora decidiu por seu departamento de jornalismo em uma nova direção sob o novo gerente geral Peter Dunn, que cancelou "Shame on You" e "Eat at Your Own Risk". O médico não concordou com os novos planos e optou por sair. A emissora desde então alterou seus gráficos e programação de âncoras, ganhando elogios de observadores da mídia.
No início de setembro de 2006, o departamento de meteorologia da WCBS-TV firmou uma parceria com o The Weather Channel, com meteorologistas do canal a cabo frequentemente aparecendo no ar com os meteorologistas da emissora. A WCBS-TV também recebia informações do The Weather Channel, além de usar seus radares e imagens de satélite. O Weather Channel apresentou atualizações com a WCBS-TV para o clima da cidade de Nova York em seu programa Evening Edition com um dos meteorologistas da emissoras, e introduções de previsão na emissora começavam com "agora é hora de sua previsão exclusiva da CBS 2 e do The Weather Channel". Em 7 de julho de 2008, esta parceria terminou quando foi anunciado que o The Weather Channel havia sido vendido para a NBCUniversal (dona da concorrente WNBC).
Em 6 de novembro de 2006, a WCBS-TV fez uma mudança de apresentadores nos telejornais do meio-dia e das 17h. O ex-diretor e âncora de esportes, Chris Wragge, tornou-se co-apresentador de ambos os programas, junto com a recém-contratada Kristine Johnson. Ambos substituíram Roz Abrams e Mary Calvi nesses noticiários; O contrato de Abrams expirou e Calvi foi transferida para os fins de semana como único âncora da noite. Calvi co-ancorou nas manhãs com Rob Morrison. Mais mudanças vieram em 25 de dezembro de 2006, quando John Elliot foi apresentado como o novo meteorologista da manhã e do meio-dia, substituindo Audrey Puente, cuja abrupta violação de contrato a levou a ser autorizada a se tornar o novo meteorologista chefe da WWOR-TV menos de duas semanas depois. A WCBS-TV também contratou Lonnie Quinn, que havia sido meteorologista em Miami, enquanto demitiram John Bolaris, que havia retornado à emissora em 2002. Em 25 de junho de 2007, Wragge e Johnson deixaram de apresentar a edição das 11 da noite, trocando de lugar com Dana Tyler e Jim Rosenfield no telejornal do meio-dia; Tyler e Rosenfield continuaram a apresentar a edição das 18h. Rosenfield deixou a emissora em maio de 2008 e foi substituído pelo recentemente contratado âncora dos fins de semana, Don Dahler.
Nas pesquisas de audiência de fevereiro de 2007, a WCBS-TV ficou em segundo lugar atrás da WABC-TV do começo ao final da programação, sendo sua melhor audiência em 16 anos, embora a maioria de seus telejornais ainda ficasse em terceiro lugar naquela época. Nas pesquisas de novembro de 2007, os telejornais noturnos locais da emissora haviam ultrapassado a WNBC para o segundo lugar (principalmente devido à queda de audiência da WNBC). Foi o melhor desempenho da emissora em 12 anos, mas ainda estava atrás da WABC-TV por uma margem bastante ampla. Em 11 de abril de 2007, a WCBS-TV se tornou a terceira emissora de televisão da cidade de Nova York a começar a transmitir seus telejornais em alta definição. Em maio de 2008, a emissora ultrapassou a WNBC por uma margem ainda mais ampla. No entanto, a audiência de seu telejornal do meio-dia de longa data ficou atrás da WABC-TV, a única outra emissora a transmitir um telejornal ao meio-dia na área de Nova York. A emissora não conseguiu recuperar a liderança ao meio-dia desde então, embora ainda fosse a segunda em Nova York entre as transmissões noturnas do mercado na época.
A WCBS-TV decidiu mudar as âncoras do meio-dia novamente após aproximadamente um ano e colocar a transmissão do meio-dia nas mãos da equipe de notícias da manhã; as âncoras então atuais eram Maurice DuBois e Mary Calvi com John Elliott fornecendo previsões do tempo. Desde então, DuBois mudou para apresentar nas noites da semana os telejornais das 17 e 23 horas com Johnson (com Wragge mudando para o The Early Show) e agora apresenta em dupla com Calvi durante as manhãs e ao meio-dia.
Nas pesquisas da Nielsen em fevereiro de 2011, o telejornal das 23h da WCBS-TV tirou a WABC-TV do primeiro lugar no total de domicílios naquele intervalo de tempo. A emissora continuou a liderar os principais grupos demográficos às 23h. A WCBS-TV rapidamente perdeu sua liderança às 23h depois que a WABC-TV recuperou seu status de nº 1 às 23h nas pesquisas de maio de 2011. Desde então, a WABC-TV manteve seu status de número 1 às 23h. Recentemente, a WCBS-TV voltou para o terceiro lugar nas classificações devido a um aumento nas classificações do WNBC.
Em 12 e 13 de março de 2020, os noticiários noturnos da WCBS-TV foram produzidos pela emissora irmã de Los Angeles, KCBS-TV, e seus noticiários matinais foram feitos pela KPIX-TV em San Francisco, depois que o CBS Broadcast Center foi fechado para desinfecção devido a dois funcionários testando positivo para coronavírus (COVID-19), com as previsões do tempo originadas da unidade de transmissão móvel do departamento de meteorologia. Os telejornais voltaram a ser transmitidos do Broadcast Center naquele fim de semana. No entanto, em 18 de março, o Broadcast Center foi novamente fechado e a produção dos telejornais foi transferida de volta para a KCBS-TV. Em 20 de março, a emissora começou a transmitir telejornais com sua equipe regular dos estúdios da YES Network em Stamford, Connecticut, que estavam desativados devido ao atraso da próxima temporada da Major League Baseball devido à pandemia, antes de voltar novamente ao Broadcast Center, a partir de 17 de abril, com o telejornal matinal.

## Equipe

### Membros atuais[35]

#### Apresentadores
- Alice Gainer
- Chris Wragge
- Cindy Hsu
- Cory James
- Dana Tyler
- Dick Brennan
- Jessica Moore
- Kristine Johnson
- Mary Calvi
- Maurice DuBois
- Otis Livingston
- Steve Overmyer

#### Meteorologistas
- Elise Finch
- John Elliot
- Lonnie Quinn
- Vanessa Murdock

#### Repórteres
- Ali Bauman
- Andrea Grymes
- Aundrea Cline-Thomas
- Carolyn Gusoff
- Dave Carlin
- Dr. Max Gomez
- Hazel Sanchez
- Jenna DeAngelis
- Jennifer McLogan
- John Dias
- Lisa Rozner
- Marcia Kramer
- Natalie Duddridge
- Tony Aiello

### Membros antigos
- Al Albert
- Amanda Grove
- Amy Stone
- Andrea Stassou
- Arnold Diaz (hoje na WPIX)
- Audrey Puente (hoje na WNYW)
- Bill O'Reilly
- Bob Young †
- Bree Walker
- Brett Haber (hoje no Tennis Channel)
- Brian Williams (hoje na MSNBC)
- Bruce Beck (hoje na WNBC)
- Carol Iovanna
- Carol Martin
- Carol Reed †
- Chet Curtis †
- Craig Allen (hoje na WCBS AM e aos fins de semana na WPIX)
- Dave Marash (hoje na KSFR)
- Dave Price (hoje na WNBC)
- Dave Sims
- Diane Dimond
- Diane Macedo (hoje na ABC News)
- Douglas Edwards †
- Don Dahler (hoje na CBS News)
- Dr. Frank Field
- Duke Castiglione (hoje na WCVB-TV)
- Earl Ubell †
- Emily Frances
- Ernie Anastos
- Frank Gifford †
- Huell Howser †
- Ira Joe Fisher
- Jack Ford (hoje na CBS News como especialista jurídico)
- Jane Velez-Mitchell
- Jim Bouton
- Jim Jensen †
- Jim McKay †
- Jim Rosenfield (hoje na WCAU)
- Jim Ryan
- Jill Nicolini (hoje na WPIX)
- Joe Witte
- Joel Siegel †
- John Bolaris
- John Coleman †
- John Johnson
- John Roberts (hoje no Fox News Channel)
- John Schriffen (hoje na CBS Sports)
- John Stossel (hoje na Fox Business Network e no Fox News Channel)
- John Tesh
- Josh Mankiewicz (hoje na NBC News)
- Julie Chen (hoje apresentadora do The Talk e do Big Brother na CBS)
- Kate Sullivan
- Kerri Lyon (hoje na SKDKnickerbocker)
- Leeza Gibbons
- Len Berman (hoje na rádio WOR)
- Lester Holt (hoje na NBC News)
- Linda Church
- Linda Ellerbee
- Lynda Lopez (hoje na WCBS AM)
- Maureen Bunyan
- Megan Glaros
- Meredith Vieira
- Michael Pomeranz (hoje na Fox Sports San Diego)
- Michele Marsh †
- Mike Taibbi (hoje no PBS NewsHour)
- Morry Alter
- Pat Battle (hoje na WNBC)
- Paul Moyer
- Penny Crone
- Pia Lindström
- Ralph Penza †
- Randall Pinkston
- Richard Brown
- Rob Morrison
- Robb Weller (hoje na UBN Radio)
- Robert Trout †
- Rolland Smith
- Roz Abrams
- Sal Marchiano
- Sara Lee Kessler (hoje na WOR AM)
- Shimon Prokupecz (hoje na CNN)
- Shon Gables
- Sukanya Krishnan
- Steve Albert
- Steve Bartelstein
- Steve Levy (hoje na ESPN)
- Tamara Leitner (hoje na NBC News)
- Tamsen Fadal (hoje na WPIX)
- Ti-Hua Chang
- Todd McDermott (hoje na WPBF West Palm Beach)
- Tiki Barber (hoje na CBS Sports Radio)
- Tom Dunn †
- Tony Guida (hoje na rádio WCBS)
- Tracee Carrasco (hoje na Fox Business Network)
- Vanessa Alfano
- Vince DeMentr
- Warner Wolf